# Pokémon the Movie: Chiếc vòng ánh sáng của siêu ma thần Hoopa
Pokémon the Movie: Chiếc vòng ánh sáng của siêu ma thần Hoopa, được biết đến ở Nhật Bản là Pokémon the Movie XY: The Archdjinni of the Rings: Hoopa (ポケモン・ザ・ムービーXY 光輪の超魔神 フーパ Pokemon Za Mūbī Ekkusu Wai Ringu no chōmajin Fūpa) là một bộ phim phiêu lưu anime Nhật Bản năm 2015 và là bộ phim thứ 18 nằm trong loạt phim Pokémon do Satoshi Tajiri tạo ra. Phim được đạo diễn bởi Kunihiko Yuyama, viết kịch bản bởi Atsuhiro Tomioka và sản xuất bởi OLM. Bộ phim có sự tham gia lồng tiếng bởi: Rica Matsumoto, Ikue Ōtani, Mayuki Makiguchi, Yūki Kaji, Mariya Ise, Megumi Hayashibara, Shin-ichiro Miki, Inuko Inuyama, Rie Kugimiya, Kōichi Yamadera, và Shoko Nakagawa. Trong phim, Hoopa, một Pokémon có khả năng triệu tập người và Pokémon khác, chia thành hai dạng: Hoopa thật (nhỏ) và một cái bóng (lớn) được tạo ra sau khi sức mạnh của Hoopa bị phong ấn trong 100 năm. Cái bóng của Hoopa (lớn) cố gắng kiểm soát hình dạng của Hoopa thật. Khi phát sóng quốc tế, phim có tên tiếng Anh chính thức là Pokémon the Movie: Hoopa and the Clash of Ages.
Bộ phim được phát hành tại Nhật Bản vào ngày 18 tháng 7 năm 2015. Bản lồng tiếng Anh được sản xuất bởi DuArt Film and Video, có sự tham gia lồng tiếng bởi Sarah Natochenny, Haven Paschall, Michael Liscio Jr, Alyson Leigh Rosenfeld, Michele Knotz, Carter Cathcart, Lori Phillips, Ryan William Downey, và  Emily Woo Zeller. Phim được công chiếu tại các rạp ở Úc vào ngày 5 tháng 11 năm 2015 và được phát sóng ở Canada trên Teletoon vào ngày 14 tháng 11 năm 2015. Phim cũng được phát sóng ở Vương quốc Anh trên CITV vào ngày 12 tháng 12 năm 2015 và tại Hoa Kỳ trên Cartoon Network vào ngày 19 tháng 12 năm 2015. Tại Việt Nam, phim được Công Ty Trách Nhiệm Hữu Hạn Truyền Thông Purpose mua bản quyền lồng tiếng và phát sóng trên HTV3 - DreamsTV vào ngày 9 tháng 9 năm 2018.

## Nội dung
100 năm trước, sức mạnh của Pokémon Hoopa đã bị giam cầm trong Jar of Binding (tạm gọi là cái chai) sau khi nó bị phá hủy và mất kiểm soát. Hiện tại, Satoshi và bạn bè của mình, Pikachu, Serena, Citron và Yurika được kéo qua một cái cổng được tạo ra bởi các vòng giao thoa của Hoopa đến Thành phố Désert. Hoopa cố gắng sử dụng những chiếc vòng của mình để vận chuyển mọi người đến Tháp Désert gần đó nhưng được tiết lộ rằng, ở trạng thái bị thay đổi, Hoopa không thể đi qua những chiếc vòng mà nó tạo ra. Barza, một trong những người chăm sóc của Hoopa và là hậu duệ của người đàn ông đã phong ấn sức mạnh của Hoopa, lấy cái chai Jar of Binding. Cái chai chiếm lấy Barza và khiến anh ta giải phóng cái bóng của Hoopa được tạo ra từ sự tức giận bị giam cầm trong 100 năm. Sức mạnh của Hoopa sau đó được đưa trở lại vào chai.
Băng Hỏa Tiễn cố gắng ăn cắp cái chai. Khi Nyasu giữ nó, ngay lập tức nó bị chiếm hữu và mở cái chai để giải phóng sức mạnh của Hoopa. Hoopa chiến đấu với sức mạnh và có giữ nó ở lại chai, nhưng cái bóng của Hoopa sau đó phát triển thành một Pokémon riêng biệt, cố gắng chiếm lấy Hoopa thật. Trong cuộc vật lộn, cái chai phát nổ. Hoopa triệu tập Pokémon huyền thoại Lugia. Lugia đánh lạc hướng cái bóng của Hoopa khi Hoopa trốn thoát. Barza và chị gái Mary biết họ có thể tạo ra một chai mới tại Tháp Dahara với sức mạnh của đất, lửa và nước. Họ quyết định sử dụng Tairenar của Serena,  Gekogashira của Satoshi và một Hippopotas hoang dã trong sa mạc để làm điều này.
Cái bóng của Hoopa lừa Lugia bay vào một chiếc vòng và đưa nó trở về đại dương của nó. Hoopa sau đó triệu tập các Pokémon huyền thoại Latias, Latios và Rayquaza. Satoshi, Hoopa và Pikachu cưỡi trên Latias và Latios, trong khi Rayquaza giúp chống lại cái bóng của Hoopa. Satoshi ra lệnh cho Pokémon tấn công, nhưng cái bóng của Hoopa lại triệu tập sáu Pokémon huyền thoại khác. Trong khi đó, tại tòa tháp, những người khác đang làm việc để tạo ra một cái chai mới, sử dụng sức mạnh của lửa, đất và nước.
Rayquaza tạo ra một lớp bảo vệ xung quanh Tháp Désert để bảo vệ nó khỏi cuộc tấn công, trong khi những người khác bên trong cố nhốt nó vào Jar of Binding. Tuy nhiên, cái bóng của Hoopa và Pokémon huyền thoại đã phá vỡ nó. Cái Chai sau đó được làm lại, nhưng Barza làm rơi nó. Satoshi bắt được nó nhưng bị chiếm hữu. Hoopa làm sạch cái bóng của chính nó bằng những ký ức hạnh phúc, khiến cái ác biến mất. Tuy nhiên, do có quá nhiều Pokémon huyền thoại được triệu tập, một sợi dọc thời gian hình thành xung quanh tòa tháp. Hoopa, sau đó đã được phục hồi hoàn toàn sức mạnh do không còn bị ảnh hưởng bởi sự tức giận, giúp mọi người trong tòa tháp thoát khỏi vòng vây của nó. Nhớ đến những lời của ông cố củ  ban đầu giam hãm quyền lực của Hoopa, Hoopa đã quan tâm đến gia đình Barza và Mary. Và Hoopa quyết định ở lại với họ, cuối cùng có thể đi qua cái vòng. Hoopa sau cùng quyết định xây dựng lại thành phố trước khi trở về nhà ở Thung lũng Arche.

## Phân vai

### Các nhân vật chính
| Nhân vật (Tên Tiếng Anh) | Diễn viên lồng tiếng | Diễn viên lồng tiếng   | Diễn viên lồng tiếng |
| Nhân vật (Tên Tiếng Anh) | Tiếng Nhật           | Tiếng Anh              | Tiếng Việt           |
| ------------------------ | -------------------- | ---------------------- | -------------------- |
| Satoshi (Ash Ketchum)    | Rica Matsumoto       | Sarah Natochenny       | Hoàng Khuyết         |
| Pikachu                  | Ikue Ōtani           | Ikue Ōtani             | Ikue Ōtani           |
| Serena                   | Mayuki Makiguchi     | Haven Paschall         | Ngọc Quyên           |
| Citron (Clemont)         | Yūki Kaji            | Michael Liscio Jr      | Tuấn Anh             |
| Yurika (Bonnie)          | Mariya Ise           | Alyson Leigh Rosenfeld | Kim Ngọc             |
| Musashi (Jessie)         | Megumi Hayashibara   | Michele Knotz          | Thùy Tiên            |
| Kojiro (James)           | Shin-ichiro Miki     | Carter Cathcart        | Minh Vũ              |
| Nyasu (Meowth)           | Inuko Inuyama        | Carter Cathcart        | Kim Anh              |
| Sonans (Wobbuffet)       | Yūji Ueda            | Kayzie Rogers          | Trần Vũ              |
| Dedenne                  | Megumi Sato          | Megumi Sato            | Megumi Sato          |
| Người dẫn chuyện         | Unshō Ishizuka       | Rodger Parsons         | Trí Luân             |

### Các nhân vật khác
- Hoopa (フーパ Hūpa?): Được biết đến là Pokémon nghịch ngợm. Trong phiên bản lồng tiếng Nhật, Rie Kugimiya lồng tiếng cho Hoopa nhỏ. Kōichi Yamadera lồng tiếng cho Hoopa lớn. Trong phiên bản lồng tiếng Anh, Lori Phillips lồng tiếng cho Hoopa nhỏ, Ryan William Downey lồng tiếng cho Hoopa lớn. Trong phiên bản lồng tiếng Việt, Kim Anh lồng tiếng cho Hoopa nhỏ, Trí Luân lồng tiếng cho Hoopa lớn.
- Barza (バルザ Baruza?, Tên tiếng Anh: Baraz): Anh trai của Mary, người cố gắng tạo ra Hoopa lớn. Trong phiên bản lồng tiếng Nhật, nhân vật được lồng tiếng bởi Tatsuya Fujiwara. Trong phiên bản lồng tiếng Anh, nhân vật được lồng tiếng bởi Daniel J. Edwards. Trong phiên bản lồng tiếng Việt, nhân vật được lồng tiếng bởi Quang Tuyên.
- Mary (メアリ Meari?, Tên tiếng Anh: Meray): Em gái của Barza và cũng cùng chăm sóc Hoopa. Trong phiên bản lồng tiếng Nhật, nhân vật được lồng tiếng bởi Shoko Nakagawa. Trong phiên bản lồng tiếng Anh, nhân vật được lồng tiếng bởi Emily Woo Zeller. Trong phiên bản lồng tiếng Việt, nhân vật được lồng tiếng bởi Thanh Lộc.

## Âm nhạc
Bài hát kết thúc phim ở Nhật Bản là "Tweedia" được sáng tác bởi Kenji Tamai và Masahiro Tobinai, và được trình bày bởi Rei Yasuda. Bài hát chủ đề kết thúc trong bản tiếng Anh là "Every Side of Me" được sáng tác bởi Ed Goldfarb, và được trình bày bởi Dani Marcus.

## Doanh thu
Bộ phim thu được 2.610.000.000 ¥ tại Nhật Bản. Đây là một trong những bộ phim Pokémon có doanh thu thấp nhất, chỉ cao hơn một chút so với bộ phim có doanh thu thấp nhất, Pocket Monsters the Movie: Latias and Latios, the Guardian Gods of the Water Capital.

## Phát hành
Bộ phim được phát hành trên DVD và Blu-ray tại Nhật Bản vào ngày 16 tháng 12 năm 2015 bởi SMD Itaku. Tại Hoa Kỳ, Viz Media đã phát hành bộ phim trên DVD vào ngày 8 tháng 3 năm 2016. Tại Vương quốc Anh, bộ phim được phát hành trên DVD và Blu-ray bởi Manga Entertainment.